# Felix Weidmann
Felix Weidmann (* 24. Februar 1805 in Niederweningen; † 8. Februar 1891 in Zürich) war ein Schweizer Politiker und Arzt. Von 1848 bis 1849 gehörte er dem Nationalrat an.

## Biografie
Der Sohn eines Landwirts besuchte ein «Landknabeninstitut» und von 1821 bis 1825 das Collegium Carolinum in Zürich (Vorgänger der Universität). Während dieser Zeit trat er dem Schweizerischen Zofingerverein bei. Weidmann studierte danach ab 1826 Medizin am medizinisch-chirurgischen Institut Zürich, ab 1830 an der Universität Göttingen. Er promovierte im Jahr 1833 und eröffnete daraufhin eine Arztpraxis in seiner Heimatgemeinde Niederweningen.
Weidmann befürwortete die Berufung des deutschen Philosophen David Friedrich Strauss an die Universität Zürich. Der sogenannte Straussenhandel führte 1839 zum Züriputsch konservativer Kräfte, woraufhin Weidmann zum Anführer der Liberalen im Wehntal wurde. Ab 1843 sass er im Zürcher Kantonsrat. Er kandidierte 1848 bei den ersten Nationalratswahlen und wurde im Wahlkreis Zürich-Nord gewählt, trat aber nach nur drei Monaten zurück. Im Kantonsrat blieb er bis 1866. Er gab 1881 seine Praxis auf und zog in die Stadt Zürich.